# 빅, 비거, 비기스트
《빅, 비거, 비기스트》(Big, Bigger, Biggest)는 2008년 4월 1일부터 2011년 8월 2일까지 영국 BBC에서 방영된 다큐멘터리 시리즈이다. 3차례의 시즌에 걸쳐 방영되었으며 총 20편으로 구성되어 있다. 세계에서 규모가 큰 건축물, 구조물을 소재로 하고 있다.

## 에피소드
| 시리즈 | 에피소드 | 원작 방영일     | 원작 방영일      | 오스트레일리아판 방영일 | 오스트레일리아판 방영일 |
| 시리즈 | 에피소드 | 첫 방영일       | 마지막 방영일    | 첫 방영일               | 마지막 방영일           |
| ------ | -------- | --------------- | ---------------- | ----------------------- | ----------------------- |
| 1      | 4        | 2008년 4월 1일  | 2008년 10월 28일 | 2010년 11월 6일         | 2010년 11월 27일        |
| 2      | 10       | 2009년 7월 28일 | 2009년 9월 29일  | 2010년 12월 4일         | 2011년 2월 12일         |
| 3      | 6        | 2011년 7월 5일  | 2011년 8월 9일   | 없음                    | 없음                    |

### 시리즈 1
- 1편: 마천루 (Skyscraper) - 원작 방영일: 2008년 4월 1일, 오스트레일리아판 방영일: 2010년 11월 27일
- 2편: 항공모함 (Aircraft Carrier) - 원작 방영일: 2008년 4월 15일, 오스트레일리아판 방영일: 2010년 11월 20일
- 3편: 교량 (Bridge) - 원작 방영일: 2008년 10월 4일, 오스트레일리아판 방영일: 2010년 11월 6일
- 4편: 공항 (Airport) - 원작 방영일: 2008년 10월 28일, 오스트레일리아판 방영일: 2010년 11월 13일

### 시리즈 2
- 1편: 터널 (Tunnel) - 원작 방영일: 2009년 7월 28일, 오스트레일리아판 방영일: 2011년 1월 15일
- 2편: 잠수함 (Submarine) - 원작 방영일: 2009년 8월 4일, 오스트레일리아판 방영일: 2010년 12월 4일
- 3편: 비행기 (Aircraft) - 원작 방영일: 2009년 8월 11일, 오스트레일리아판 방영일: 2011년 1월 29일
- 4편: 석유 플랫폼 (Oil platform) - 원작 방영일: 2009년 8월 18일, 오스트레일리아판 방영일: 2011년 2월 5일
- 5편: 대관람차 (Ferris Wheel) - 원작 방영일: 2009년 8월 25일, 오스트레일리아판 방영일: 2011년 2월 19일
- 6편: 우주정거장 (Space Station) - 원작 방영일: 2009년 9월 1일, 오스트레일리아판 방영일: 2010년 12월 18일
- 7편: 댐 (Dam) - 원작 방영일: 2009년 9월 8일, 오스트레일리아판 방영일: 2010년 12월 11일
- 8편: 유람선 (Cruise Liner) - 원작 방영일: 2009년 9월 15일, 오스트레일리아판 방영일: 2011년 1월 8일
- 9편: 돔 (Dome) - 원작 방영일: 2009년 9월 22일, 오스트레일리아판 방영일: 2011년 2월 12일
- 10편: 망원경 (Telescope) - 원작 방영일: 2009년 9월 29일, 오스트레일리아판 방영일: 2011년 1월 22일

### 시리즈 3
- 1편: 운하 (Canal) - 원작 방영일: 2011년 7월 5일
- 2편: 쇄빙선 (Icebreaker) - 원작 방영일: 2011년 7월 12일
- 3편: 지하철 (Metro) - 원작 방영일: 2011년 7월 19일
- 4편: 감옥 (Prison) - 원작 방영일: 2011년 7월 26일
- 5편: 탑 (Tower) - 원작 방영일: 2011년 8월 2일
- 6편: 기차 (Train) - 원작 방영일: 2011년 8월 9일